# 季札

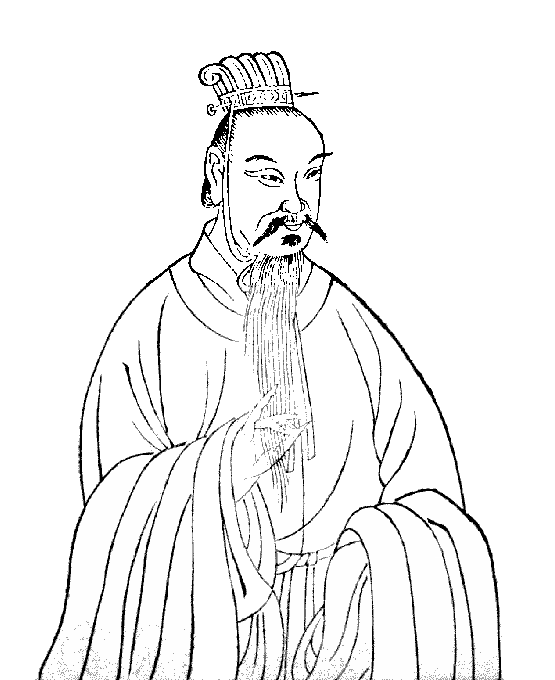
季札

季札（きさつ、生没年不詳）は、中国春秋時代の呉で活躍した政治家。姓は姫。呉の初代王寿夢の少子。清廉賢哲を以って知られ、延陵季子として知られる。

## 王位を拒む
呉王寿夢は息子のうち賢人として名高い季札を跡継ぎとしたいと思ったが、季札は兄を差し置いて王位に即くことを拒み、野に下った。それでも諦め切れなかった寿夢は、死に際して季札に後を継がせるように遺言したので長男の諸樊は季札の元へ赴いて王位につくことを願ったが、季札はまたしてもこれを拒んだ。そこで季札以外の兄弟たちは相談して王位を兄弟で継承していくことにし、ひとまず諸樊が王位に即いた。
諸樊の死後、次男の余祭は季札に即位を願ったが季札はこれを拒んだ。そこで余祭はせめて領内の一都市の治世を担当してもらうように望み、季札もこれを断りきれず延陵の地に封ぜられた。季札はこの地を見事に治め、この後季札は延陵季子と呼ばれるようになる。
その後、三男の余昧の死後、またしても使者が季札の元を訪れて王位に就くことを願ったが、季札はまたしてもこれを拒み、王位は結局余昧の子である僚へと継承された。これを不服に思った諸樊の子の公子光が呉王僚を殺して闔閭として即位すると、呉は最盛期を迎えて春秋五覇の一国に数えられるまでになった。
寿夢・季札の逸話は、伯夷・叔斉や古公亶父・季歴など多くの類型が見られるが、これは兄弟相続・末子相続の風習を儒教的な美談に仕立て上げたものではないかと疑う学者も多い。

## 延陵季子
呉王余祭の時代に、新興国家呉の使者として季札は諸国を巡った。聖人季札の名声はこのとき既に諸国に広まっており、各国の高官たちは争って季札の元を訪れて古代の典礼などについて尋ねた。このとき斉の晏嬰、鄭の子産、晋の羊舌肸（叔向）などと対談した。斉では政変の到来を予見して晏嬰を諫めて職を辞すように勧め、晋では魏・韓・趙の三家が公室を簒奪することを予言したという。これらは後に現実となった。